# Die for the Government
Albums de Anti-Flag
Kill Kill Kill
(1995) Reject
(1996)
Die for the Government est le premier album du groupe punk rock américain Anti-Flag, sorti en 1996. C'est le seul album solo avec le bassiste Andy Flag. Il quittera le groupe après l'album split avec d.b.s., North America Sucks!!.
Le livret du CD célèbre l'adieu à Andy-Flag. La couverture indique « Die for the Government », mais sur le côté du CD est écrit « Die for Your Government ».

## Liste des pistes
| Die for the Government | Die for the Government                               | Die for the Government | Die for the Government | Die for the Government | Die for the Government | Die for the Government | Die for the Government | Die for the Government | Die for the Government |
| No                     | Titre                                                | Durée                  |                        |                        |                        |                        |                        |                        |                        |
| ---------------------- | ---------------------------------------------------- | ---------------------- | ---------------------- | ---------------------- | ---------------------- | ---------------------- | ---------------------- | ---------------------- | ---------------------- |
| 1.                     | You'd Do the Same                                    | 2:23                   |                        |                        |                        |                        |                        |                        |                        |
| 2.                     | Die for the Government                               | 3:33                   |                        |                        |                        |                        |                        |                        |                        |
| 3.                     | Drink Drank Punk                                     | 1:42                   |                        |                        |                        |                        |                        |                        |                        |
| 4.                     | Rotten Future                                        | 2:00                   |                        |                        |                        |                        |                        |                        |                        |
| 5.                     | Safe Tonight                                         | 2:44                   |                        |                        |                        |                        |                        |                        |                        |
| 6.                     | Red, White, and Brainwashed                          | 1:53                   |                        |                        |                        |                        |                        |                        |                        |
| 7.                     | Davey Destroyed the Punk Scene                       | 2:20                   |                        |                        |                        |                        |                        |                        |                        |
| 8.                     | Summer Squatter Go Home                              | 3:03                   |                        |                        |                        |                        |                        |                        |                        |
| 9.                     | She's My Little Go-Go Dancer                         | 2:24                   |                        |                        |                        |                        |                        |                        |                        |
| 10.                    | Police State in the U.S.A.                           | 2:39                   |                        |                        |                        |                        |                        |                        |                        |
| 11.                    | Punk by the Book                                     | 2:15                   |                        |                        |                        |                        |                        |                        |                        |
| 12.                    | Fuck Police Brutality                                | 2:22                   |                        |                        |                        |                        |                        |                        |                        |
| 13.                    | I'm Being Watched by the CIA                         | 2:14                   |                        |                        |                        |                        |                        |                        |                        |
| 14.                    | Kill the Rich                                        | 3:05                   |                        |                        |                        |                        |                        |                        |                        |
| 15.                    | No More Dead                                         | 3:51                   |                        |                        |                        |                        |                        |                        |                        |
| 16.                    | Confused Youth                                       | 4:15                   |                        |                        |                        |                        |                        |                        |                        |
| 17.                    | Your Daddy Was a Rich Man, Your Daddy's Fucking Dead | 2:08                   |                        |                        |                        |                        |                        |                        |                        |
| 44:51                  |                                                      |                        |                        |                        |                        |                        |                        |                        |                        |

## Personnel
- Justin Sane – Guitare, chant
- Andy Flag – Guitare basse, chant
- Pat Thetic – Batterie
- Andy Wright - Mixage des pistes 4, 6, 7, 8, 12, 13, 16 et 17.
- Andy "Reagan" Wheeler, Ricky "Reagan" Wright, Anne Flag, Mike Poisel, Mike Armstrong, Dan D. Lion, Jason DeCosta, et le groupe Disco Crisis - Chœurs